# アヴリルと奇妙な世界
『アヴリルと奇妙な世界』（原題：フランス語: Avril et le Monde truqué lit. April and the Deceptive World）は、フランク・エキンジとベンジャミン・ルグランが共同執筆し、クリスチャン・デスマールとフランク・エキンジが共同監督した、マリオン・コティヤール主演の2015年フランス-ベルギー-カナダ合作のアニメーションSFアドベンチャー映画。フランスの漫画家、ジャック・タルディの作品に基づいたヴィジュアルで、別の歴史を歩むディストピア的なスチームパンク  世界を描いている。

## あらすじ
1870年、普仏戦争の前夜、フランス皇帝ナポレオン3世は、バゼーヌ元帥を伴って、科学者ギュスターヴ・フランクリンのもとを訪ねる。戦争のためにサルの超兵士を生み出すという彼の研究の成果を確認するのが目的である。ギュスターヴは成果の一端として、知能があり言葉をしゃべる2匹のコモドオオトカゲを皇帝に披露するも、皇帝はその結果に満足することはできなかった。皇帝は、戦争には適さないとバゼーヌに2匹を始末するように命じるが、銃撃の隙に2匹は逃げ出してしまう。しかも、銃撃により薬剤が混合されたことで爆発事故が起こり、あっけなくその場にいた3人は死んでしまった。その後、ナポレオン3世の後継者であるナポレオン4世は、戦争を回避するためにプロイセンとの和解交渉を進め、ボナパルト朝の王位を確保することとなった。
その後60年もの間に、アインシュタインやフェルミなどの有名な科学者たちが次々と謎の失踪を遂げてしまう。その結果、技術の発展は石炭による蒸気機関に基づいたままとなり、石炭がなくなると今度は薪を燃やし始めるようになった。しかし、1931年までに、ヨーロッパでは薪として伐採したために樹木は枯渇し、空気はひどく汚染されたので、人々は長時間外に出るためにはマスクの着用が必須となってしまう。フランス帝国は現在、カナダの広大な森林を狙って戦争を計画しており、行方不明となった科学者以外の残りのすべての科学者を保護しては、帝国のために武器を近代化するように命じていた。いつも不機嫌なガスパル・ピゾーニ警部は、パリに潜伏するギュスターヴ・フランクリンの子孫を追跡していた。一方、ギュスターヴの息子プロスパー（彼の家族内での呼び名は「ポップス」）、孫ポール、義理の孫娘アネット、曾孫娘アヴリルは、世界中の人々の健康を改善することを期待して、永遠の命をもたらす血清作りに取り組み続けていた。彼らの血清は、アヴリルの友だちでもあるダーウィンという名前のしゃべる猫を生み出すことに成功していた。血清が完成したちょうどその時、ピゾーニの部下は彼らの研究室を襲撃し、逮捕しようとする。何とかポップスは逃げ切り、残りはベルリン行きのケーブルカーに逃げるも、逃げ切れないと悟ったアネットはアヴリルが大事に持つスノードームに血清を注入し隠した。とその時、不思議な黒い雲が現れてケーブルカーを破壊し、アヴリルの両親はその爆発に巻き込まれてしまう。アヴリルとダーウィン、そしてピゾーニ警部はからくも脱出するが、アヴリルは孤児となり、ピゾーニ警部は任務の失敗や爆発事故のために降格となり、ギュスターヴ家を追うことを禁じられてしまう。失踪事件そのものはさらに10年間続くことになる。
1941年、今や大人になったアヴリルは、死にゆくダーウィンを救うために血清の研究を続けていた。その一方で、ピゾーニ警部は未だにフランクリン一家、特にポップスの行方を執拗に追い続け、アヴリルの尾行にちんけな犯罪者ジュリアスを雇っていた。ダーウィンがアヴリルの研究の成果である最新の血清を摂取するも効果がなくまさに亡くなる寸前、彼女はスノードームからダーウィンの上に液体をこぼしてしまう。すると、ダーウィンは突然、息を吹き返し回復する。ちょうどその時、高度な技術によって操作されたネズミが現れる。そのネズミを通して、アヴリルは父親からの警告のメッセージを聞くやいなや、雷雲が現れ、彼女たちを襲撃する。なんとか隠れ家を突き止めたジュリアスは、アヴリルとダーウィンが襲撃される現場に居合わせ、その脱出を助けることになる。アヴリルは父親からのメッセージを解読し、最終的にポップスとの再会を果たす。ポップスは彼女たちを隠れ家に案内し、彼女の代わりに外出する。遂にポップスを見つけたジュリアスは、アヴリルへの後ろめたさを感じながらもポップスをピゾーニに引き渡す手引きをする。当局はポップスをラット要塞内の極秘の新兵器研究所に連行する一方で、命令に従わなかったピゾーニを要塞内に投獄する。研究所でポップスは、海の底で見つかった謎の機械を研究している科学者たちに出会う。彼の努力の甲斐があって、その機械は電気を動力源とする飛行機であることが判明する。
一方その頃、ポップスを当局に引き渡したジュリアスがアヴリルのもとへ戻ってきたちょうどその時、謎のサイボーグ兵団がポップスの屋敷を襲撃する。彼らからの攻撃を受けている最中にアヴリルは家が移動式の掩蔽壕に変形できることを発見し、彼女、ジュリアス、ダーウィンは移動家屋にこもったまま、ラット要塞へポップスを助けに向かうことにする。
移動家屋は海側から要塞に突き刺さり、要塞内に水没させるも、砲撃により家を破壊されてしまう。移動家屋を頼みの綱としていた彼らだったが、破壊されたことにより代わりに、ポップスが修理した飛行機に乗り込む。水没による混乱で牢獄から脱走したピゾーニは復讐を望み、彼も密かに飛行機に乗り込んでいた。飛行機の中で、彼らはギュスターヴによって育てられた2匹のコモドオオトカゲが科学者を誘拐していたことを示す映像を見つける。コモドオオトカゲとシメーヌは、科学者たちを使ってパリの地下にジャングルの生態系を作り上げていた。そこでは、科学者たちはトカゲの子らと一緒に野心的で神秘的なプロジェクトに取り組んでいる。もともとトカゲたちのものであった飛行機を、彼らはリモートでハイジャックするが、ピゾーニはトカゲのもとへは行くまいと飛行機をジャングルに墜落同然で着陸させる。アヴリルは母親と再会し、トカゲたちによる究極のプロジェクトを明らかにする。それは、他の惑星に血清により驚異の生命力を与えられた植物を積んだロケットを打ち上げ、人間の戦争、汚染、暴力から逃れるためのテラフォーミングすることであった。アヴリルは、トカゲたちからダーウィンを復活させ不死にしたのは、実際にはスノードームの血清ではなく、彼女自身が作り出した血清であったことを知らされる。ポップスとピゾーニは捕らえられ、プロジェクトに反抗した囚人として投獄されていたポールと再会する。彼はトカゲの動機を信頼することができずにいた。
アネットと再会する前に、アヴリルたちは囚人を解放するために停電を引き起こすことにする。ポップスとポールが家族を探そうとしている間、ピゾーニは逃げようとする。ロケットの打ち上げで、アヴリルは自らの血清を作り直し、ジュリアスはそれをロドリゲに渡す。しかし、2匹のうちより好戦的なロドリゲは、血清を飲み、自らのプランを明らかにする。それは、ロケットを地表で爆破して人類を一掃し、地球の表面を再テラフォーミングすることで、コモドドラゴンによる世界支配に導くことにあった。ロドリゲが、彼を止めようとするシメーヌを殺したことで、ロドリゲ派とシメーヌ派に分かれていた子トカゲたちは同士討ちをし始め、その場は混沌とする。混乱の中、ジュリアスはロドリゲに本当は血清ではなく水を渡したと明かし、彼を撃ち倒す。不死ではなかった彼はその場に崩れ落ちる。カウントダウンが始まっていたロケットだが、ダーウィンだけがロケットの制御部に到達してロケットを何とか宇宙に向け直すことに成功する。しかし、ダーウィンはロケットから脱出することはできなかった。ロケットが打ち上げられる直前に、アヴリルはロケットの植生に血清を注入し、シメーヌの計画を実行に移す。フランクリン、ジュリアス、そして科学者たちはピゾーニの導きで地表へと脱出し、ロケットが宇宙で爆発するのを目撃する。
ニュース記事によると、ピゾーニ警部はトカゲによる世界征服計画を「壊滅」した見返りとして、皇帝ナポレオン5世の警備責任者になったとのことである。さらに、時は流れ、解放された科学者たちが急速に技術を進歩させる。科学者たちはエネルギー源として石油を完成させ、燃料源をめぐる戦争を終わらせ、多くの電化製品を発明した。アヴリルは血清の研究を続けているが、それを人間のために役立たせるつもりは決してなかった。不死身の植生は、月や金星、火星といった星のいたるところに広がっている。人類は2001年にようやく月に到達し、宇宙飛行士はまだ生きているダーウィンを発見し、それを知った高齢となったジュリアスは、妻であるアヴリルに幸せな知らせを伝える。

## 声優キャスト
| キャラクター名                       | フランスの声優               | 英語の声優           | 日本語の声優 | 備考                                                 |
| ------------------------------------ | ---------------------------- | -------------------- | ------------ | ---------------------------------------------------- |
| アヴリル/ エイプリル・フランクリン   | マリオン・コティヤール       | アンジェラ・ガルッポ | 山田麻莉奈   | 科学者一家の一人娘。                                 |
| ダーウィン                           | フィリップ・カテリーヌ       | トニー・ヘイル       | 松嶋潤       | アヴリルの飼い猫。                                   |
| プロスパー・”ポップス”・フランクリン | ジャン・ロシュフォール       | トニー・ロビノフ     | 藤原満       | アヴリルの祖父。科学者。                             |
| ポール・フランクリン                 | オリヴィエ・グルメ           | マーク・カマチョ     | ともいちろー | アヴリルの父。科学者。                               |
| アネット・フランクリン               | マーシャ・グレノン           | マーシャ・グレノン   | 道井悠       | アヴリルの母。科学者。                               |
| ジュリアス                           | マルク・アンドレ・グロンダン | トッド・フェネル     | バレッタ裕   | オペラ座を寝床にするスリの若者。                     |
| ガスパール・ピゾーニ警部             | ブーリ・ランネール           | ポール・ジアマッティ | 岩田安宣     |                                                      |
| シメーヌ                             | アンヌ・コエサンス           | スーザン・サランドン | 白川りさ     | 言葉を話し、知能もあるコモドオオトカゲの雌。理性的。 |
| ロドリゲ                             | Benoît Brière                | J・K・シモンズ       | 景浦大輔     | 言葉を話し、知能もあるコモドオオトカゲの雄。好戦的。 |

## マーケティング
『アヴリルと奇妙な世界』の最初のポスターは2015年6月21日に公開された。
スタジオカナルは2015年9月18日に最初の予告編をリリースした。
GKIDSは2016年2月22日に最初の米国版の予告編をリリースした。

## 公開
この映画は、2015年6月15日に開催されたアヌシー国際アニメーション映画祭で初公開された。
スタジオカナルは2015年11月11日にフランスで映画を公開した 。
O'Brother Distributionは、同日にベルギーで公開した。
2016年に米国での映画配給を担当したGKIDSは、 まずは2016年3月25日にニューヨークで限定公開し、同年4月8日に全国の劇場で公開した。

## 批評

### 批判的反応
Rotten Tomatoesでは、53件のレビューに基づく承認率は96％で、平均評価は7.6 / 10です。このサイトの批判的なコンセンサスは、「約束が詰まったタイトルにふさわしいカラフルな想像力で爆発し、『アヴリルと奇妙な世界』は、殴られた道を離れて冒険することをいとわないアニメーションファンに壮大な喜びを提供します」と述べています。  Metacriticでは、この映画のスコアは17人の批評家に基づいて100点満点中85点であり、「普遍的な称賛」を示しています。 

### 称賛
| 年     | 賞                                     | カテゴリー               | 受賞者                                         | 結果       |
| ------ | -------------------------------------- | ------------------------ | ---------------------------------------------- | ---------- |
| 2015年 | アヌシー国際アニメーション映画祭       | 長編部門グランプリ       | クリスチャン・デスマーレスとフランク・エキンジ | 受賞       |
| 2016年 | セザール賞                             | 最優秀長編アニメ映画     | クリスチャン・デスマールとフランク・エキンジ   | 受賞       |
| 2016年 | PrixJacquesPrévertduScénario           | 特記                     | フランク・エキンジとベンジャミン・ルグラン     | 受賞       |
| 2016年 | サンディエゴ映画批評家協会             | 最高のアニメーション映画 | アヴリルと奇妙な世界                           | 受賞       |
| 2016年 | セントルイスゲートウェイ映画批評家協会 | 最高のアニメーション映画 | アヴリルと奇妙な世界                           | 受賞       |
| 2017年 | アニー賞                               | 長編作品編集賞           | ナジム・メスレム                               | ノミネート |